# Fontinalis chrysophylla
Fontinalis chrysophylla är en bladmossart som beskrevs av Jules Cardot 1891. Fontinalis chrysophylla ingår i släktet näckmossor, och familjen Fontinalaceae. Inga underarter finns listade i Catalogue of Life.